# Bernard Hermann
Ne doit pas être confondu avec Bernard Herrmann.
Pour les articles homonymes, voir Hermann.
 (août 2023).
Si vous disposez d'ouvrages ou d'articles de référence ou si vous connaissez des sites web de qualité traitant du thème abordé ici, merci de compléter l'article en donnant les références utiles à sa vérifiabilité et en les liant à la section « Notes et références ».
Bernard M. Hermann est un photographe français né le 11 octobre 1941.

## Biographie
Bernard M. Hermann dut son peu de goût pour les études à sa passion des musiques noires américaines : jazz, blues, gospel et du cinéma. Il passa en effet le plus clair de son adolescence dans les clubs de jazz et le cinémas d'essais du quartier Latin.
Reporter-photographe au France-Soir de Pierre Lazareff dans les années 1960, il se partagea entre la scène musicale afro-anglo-américaine qui déferlait sur l'Europe et les plateaux de cinéma. Il prit une année sabbatique en 1969 pour se rendre en Asie, puis donna sa démission et se rendit en Mongolie extérieure par le train pour Gamma et le Sunday Times. Puis toujours pour Gamma, il s'embarqua pour la course “Sydney-Hobart” dans les « Quarantièmes rugissants » et demeura pendant sept mois avec Alain Colas à bord du Pen Duick IV dans le Pacifique sud où il navigua également avec Bernard Moitessier. Puis il descendit les 7 000 km de l'Amazone, de ses sources à 5 000 mètres d'altitude dans les Andes péruviennes jusqu'à son delta au Brésil en un voyage solitaire qui dura huit mois.
Il débuta alors pour Les éditions du pacifique basées en Polynésie, où il résida épisodiquement, une longue série de livres photo en couleurs sur des îles, des villes et des pays autour du globe. Il participa également à de nombreux albums collectifs. Entre ses commandes professionnelles il continua de voyager  dans bon nombre de pays pour le plaisir, sans prendre de photos.
À la Nouvelle-Orléans, où il se rendit pour  une commande de livre couleur, il demeura quatre ans pour réaliser en noir et blanc un projet personnel, ces Bons temps roulés, son cinquième livre aux États-Unis. Pour aller de Louisiane, il traversa l'Atlantique à la voile avec Olivier de Kersauson de retour de la Route du rhum 1982.
Bons temps roulés fut accueilli en France dans une totale indifférence. Quelques livres plus tard il entreprit un autre projet personnel en noir et blanc : Paris KMOO (publié chez Phébus), un voyage en chambre réalisé de l'intérieur même de son appartement des quais de Seine, face à Notre-Dame.
Les voyages s'espacèrent, 40 ans après sa première traversée ferroviaire de l'Eurasie, il reprit le transsibérien pour aller visiter son ami Sylvain Tesson sur les rives du lac Baïkal, et les datsans bouddhistes de Bouriatie en Sibérie orientale. Puis il visita le Yémen et enfin, pour célébrer ses 70 ans, se rendit au Tibet pour y effectuer la Kora du mont Kailash (pèlerinage bouddhiste sous forme de circumambulation à 5,700 mètres d'altitude).
En 2015 son livre Bons temps roulés dans la Nouvelle-Orléans noire disparue fut enfin publié par les éditions Albin Michel en France, et ULPress aux États-Unis.

## Publications
- Collectifs : Boroboudour. Thailande. Malaysie. Californie. Indonésie. Maurice. Grèce. One Earth. Kanaké. Chinois de Tahiti.etc.
- Villes : San Francisco. Rio De Janeiro. New York. New Orleans. Honolulu. Paris. Papeete. Sydney. Londres.
- Collectifs : Boroboudour. Thailande. Malaysie. Californie. Indonésie. Mauriee. Bgrèce. One Earth. 00Anaké. Chinois de Tahiti. Etc.
- Noir et blanc : Paris KMOO ; Bon temps roulés.

### Presse
- Arnaud de La Grange, « Bernard Hermann, métaphysicien de la paresse », dans : Le Figaro, 19/20 mars 2016, p. 43.